# Euxoa obscura
Euxoa obscura là một loài bướm đêm trong họ Noctuidae.